# Inge Viermetz

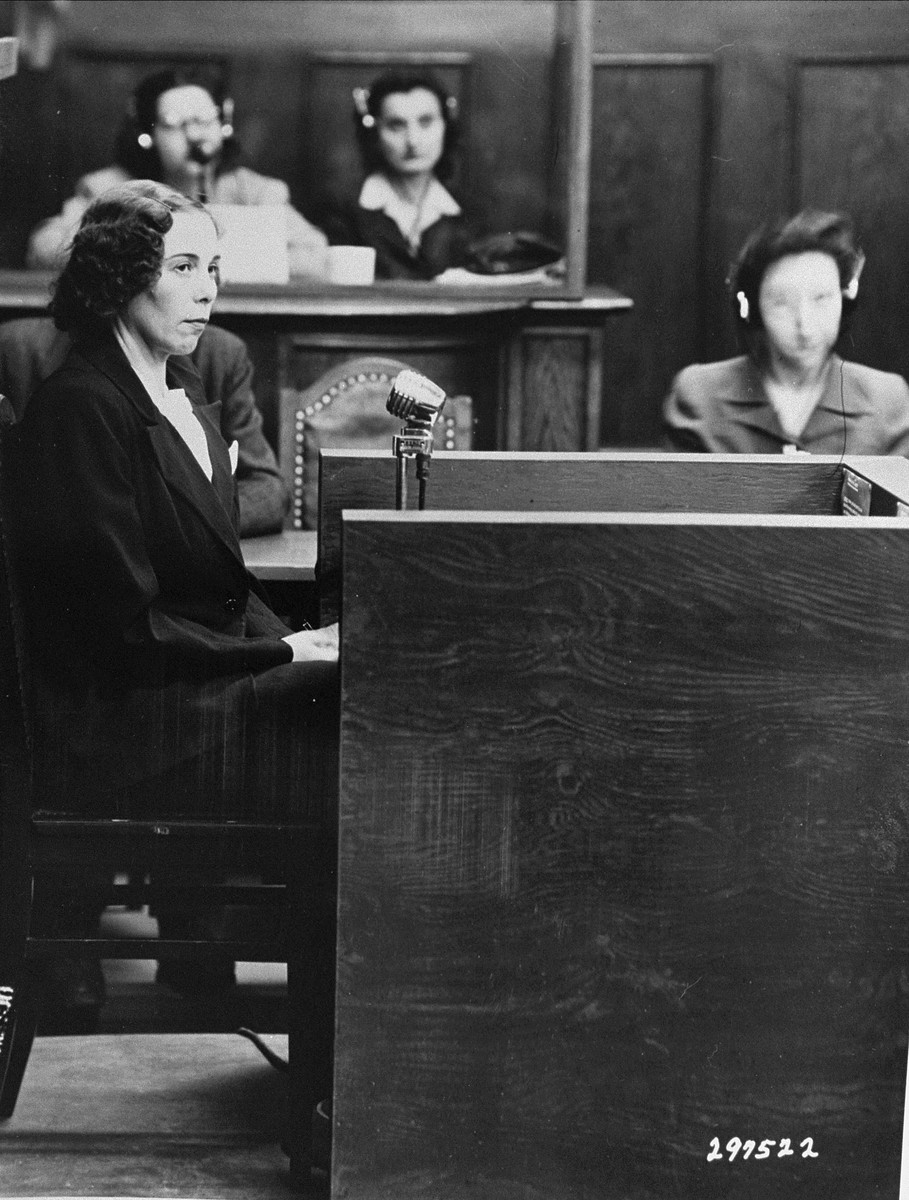
Inge Viermetz au procès du RuSHA, le 28 janvier 1948.

Inge Viermetz, née le 7 mars 1908 à Aschaffenbourg (Empire allemand) et décédée le 23 avril 1997 était une responsable de l'association Lebensborn sous le Troisième Reich.
En tant qu'adjointe de Max Sollmann (de), chef du Lebensborn, elle est acquittée lors du procès du RuSHA.

## Biographie

### Vie privée et carrière
Inge Viermetz étudie entre 1914 et 1918 à l'école primaire d’Aschaffenbourg puis au lycée, où elle obtient son baccalauréat. Titulaire d'un diplôme en commerce en 1923, elle travaille comme sténographe de cette date à 1932. Elle se marie à cette date, et déménage en Autriche. Elle retourne en Allemagne en 1935, et travaille jusqu’en 1938 dans une usine textile à Augsbourg, puis dans un hippodrome de Munich où elle est secrétaire. Elle divorce en 1936 et se remarie en 1939.
À partir de 1937, elle devient membre du Secours populaire national-socialiste (NSV), du Frauenschaft et de la Ligue coloniale du Reich.

### Lebensborn
Après une brève période de chômage, Inge Viermetz obtient un emploi dans un Lebensborn de Munich. Elle appartient à partir de ce moment aux Aufseherinnen ou surveillantes SS. Elle travaille d’abord comme sténographe. Dès septembre 1939, elle supervise le département de placement de mères célibataires, puis se charge de celui des soins infirmiers et travaille également au sein des organismes d’adoption. Par exemple, elle est un temps chargée du transfert de 300 enfants polonais depuis le Reichsgau Wartheland, dans le Reich.
De décembre 1942 jusqu'à l'été 1943, elle est commissaire du Lebensborn pour la Belgique, le Nord de la France et les Ardennes, et dirige un établissement à Wégimont. Pendant l’été 1943, elle est mise de côté en raison d’irrégularités financières, puis licenciée le 21 décembre de la même année. Elle vit ensuite à Munich mais est évacuée à Winhöring à la suite de l'évolution de la guerre.

### Après-guerre et procès
À la fin de la guerre, en juillet 1945, Inge Viermetz est arrêtée et incarcérée. En janvier 1946, elle est libérée, vit d’abord à Winhöring puis à Munich à partir du mois de décembre de la même année. En janvier 1947, elle est de nouveau emprisonnée. Elle est mise en accusation, dans le cadre du procès de Nuremberg et du procès du RuSHA. Dans ce second procès, qui commence le 1er juillet 1947, elle est la seule femme parmi les 14 prévenus. Elle est notamment accusée d’enlèvement d’enfants mais se justifie en appuyant son rôle subalterne et en avouant agir par compassion, présentant les Lebensborn en institutions sociales. Elle est acquittée le 10 mars 1948.
Elle est reconnue « dénazifiée » par un tribunal de Munich, en 1950. On perd ensuite sa trace concernant sa vie ultérieure.

## Sources
- (de) Cet article est partiellement ou en totalité issu de l’article de Wikipédia en allemand intitulé « Inge Viermetz » (voir la liste des auteurs).
- Notices d'autorité :   - VIAF
  - GND